# Назарова, Наталья Викторовна
Ната́лья Ви́кторовна Наза́рова (род. 26 мая 1979, Москва) — российская легкоатлетка, выступавшая в беге на 400 метров, восьмикратная чемпионка мира, двукратный призёр Олимпийских игр. Делит с мозамбикской бегуньей на 800 метров Марией Мутолой рекорд по количеству золотых наград чемпионатов мира в помещении (по 7).
В 2017 году решением МОК была лишена серебряной награды Олимпийских игр 2012 года в эстафете 4×400 м из-за дисквалификации российской команды после обнаружения в пробах Антонины Кривошапки допинга.
С двукратной олимпийской чемпионкой в эстафете 4×400 м (1988 и 1992) Ольгой Назаровой (род. 1965) просто однофамилица.

## Биография
Родилась в Москве 26 мая 1979 года, окончила Российский государственный университет физической культуры. Специализация — бег на 400 метров, в том числе эстафета. Начиная с 1999 года — девятикратная чемпионка России и 8-кратная чемпионка мира в этих видах (7 раз в зале и 1 раз на стадионе). За сборную России выступает также с 1999 года. Обладательница Кубка Европы 1999 года. Тренировалась под руководством сначала Ивана Бахтиярова, а затем — Людмилы Федоривой.
В составе российской эстафетной команды 4×400 м завоевала серебряную и бронзовую медали Олимпийских игр. Однако спустя 6 лет, 16 марта 2010 года, совет Международной ассоциации легкоатлетических федераций (IAAF) в Дохе Однако спустя 6 лет, 16 марта 2010 года, совет Международной ассоциация легкоатлетических федераций (IAAF) в Дохе анонсировал дисквалификацию американской эстафетной команды, поскольку член американской эстафетной команды Кристал Кокс призналась в употреблении допинга в 2001—2004 гг. (МОК в 2012 году лишил Кокс золотой медали в той эстафете). Встал вопрос о лишении золотых наград в той эстафете всей американской команды и перераспределении медалей со вручением золота сборной России, однако ИААФ, от которой это зависело, такого решения не приняла.
Обладательница рекорда мира в эстафете 4×400 метров в помещении, а также высшего мирового достижения в беге на 500 метров в помещении.

## Результаты
Лучшие результаты по годам и место в списке мирового сезона
| Год   | 1999  | 2000  | 2001 | 2002  | 2003  | 2004  | 2005  | 2006  | 2007  | 2008  | 2009  | 2010  | 2011 | 2012  |
| ----- | ----- | ----- | ---- | ----- | ----- | ----- | ----- | ----- | ----- | ----- | ----- | ----- | ---- | ----- |
| 400 м | 50,48 | 50,10 |      | 51,15 | 49,78 | 49,65 | 51,31 | 51,09 | 50,52 | 51,60 | 50,56 | 50,88 |      | 50,00 |
| Место | 11    | 12    |      | 20    | 3     | 4     | 37    | 28    | 15    | 59    | 16    | 21    |      | 9     |

## Награды
- Орден Дружбы I степени (13 августа 2012 года) — за большой вклад в развитие физической культуры и спорта, высокие спортивные достижения на Играх XXX Олимпиады 2012 года в городе Лондоне (Великобритания)[8].
- Медаль ордена «За заслуги перед Отечеством» I и II степеней
- Заслуженный мастер спорта России.